# Missouri-compromis
Het Missouri-compromis (Engels: Missouri Compromise) was een compromis dat in 1820 in de Verenigde Staten gesloten werd vanwege onenigheid tussen de (slaafvrije) noordelijke en (slavenhoudende) zuidelijke staten van de Verenigde Staten over de invulling van de nieuw te vormen staten uit de Louisiana Purchase. 
Het probleem tussen beide partijen was vooral de machtsverhouding in de Senaat. Het compromis omvatte de volgende hoofdpunten:
- Missouri zou toetreden tot de Verenigde Staten als een slaafhoudende staat.
- Maine zou een vrije staat worden, onafhankelijk van Massachusetts.
- In de toekomst zouden alle te stichten staten ten noorden van 36° 30' noorderbreedte (de zuidelijke grens van de staat Missouri) slaafvrije staten worden.

Territoriale evolutie van vrije staten en slavenstaten 1789-1861

In de praktijk heeft dit compromis weinig opgeleverd. Er ontstond bij staten als Kansas en Nebraska grote onenigheid. Ook de grote staat Californië, dat voor het grootste deel onder 36° 30' noorderbreedte ligt, wilde toetreden als een slaafvrije staat. Dit werd opgelost in het compromis dat het Missouri-compromis opvolgde: het Compromis van 1850.